# Sayf al-Din Suri
Sayf al-Din Suri (persa: سیف الدین سوری) fue rey de la dinastía Gúrida de 1146 a 1149. Fue el hijo y sucesor de Izz al-Din Husayn.

## Biografía
Cuando ascendió al trono, dividió el reino entre sus hermanos; Fakhr al-Din Masud recibió tierras cerca del río Hari; Baha al-Din Sam recibido Ghor; Shihab al-Din Muhammad Kharnak recibió Madin; Shuja al-Din Ali recibió Jarmas; Ala al-Din Husayn recibió a Wajiristan; y Qutb al-Din Muhammad recibió Warshad Warsh, donde construyó la famosa ciudad de Firuzkuh. Sin embargo, Sayf se enfrentó más tarde con su hermano Qutb, que se refugió en Ghazni, y fue envenenado por el sultán gaznavida Bahram-Shah.
Para vengar a su hermano, Sayf marchó hacia Ghazni en 1148, y obtuvo una victoria en la Batalla de Ghazni, obligando a Bahram a huir a la ciudad de Kurram. Allí reunió un ejército, Bahram regresó a Ghazni. Sayf huyó, pero el ejército Gaznavida lo alcanzó y se produjo una batalla en Sang-i Surakh. Sayf y Majd ad-Din Musawi fueron capturados y luego crucificados en Pul-i Yak Taq. Después de su muerte, fue sucedido por su hermano Baha al-Din Sam I.